# Turcóc
Turcóc (szlovákul: Turcovce) község Szlovákiában, az Eperjesi kerület Homonnai járásában.

## Fekvése
Homonnától 16 km-re északra, az Ondavai-dombság keleti részén fekszik.

## Története
A falu a 15. században soltész általi betelepítéssel keletkezett a homonnai uradalom területén. Első írásos említése 1543-ban történt, amikor birtokosa a Drugeth család volt. Régi temploma valószínűleg a 16. században épült. 1600-ban 9 jobbágyháza állt, rajtuk kívül a soltész család két háza állt a településen. Később a lakosok és a házak száma emelkedett. A templom a 17. század második felében és a 18. század elején az evangélikusoké volt. 1715-ben és 1720-ban 15 jobbágyházat számláltak.
A 18. század végén Vályi András így ír róla: „TURCZÓCZ. Tót falu Zemplén Várm. földes Ura Szulovszky Uraság, lakosai katolikusok, fekszik Görög-Enyéhez nem meszsze, F. Ladiskoczhoz 1/2 órányira; határja 3 nyomásbéli, zabot, és krompélyt terem leginkább, erdeje van, szőleje nintsen.”
1828-ban 48 házában 361 lakos élt.
Fényes Elek 1851-ben kiadott geográfiai szótárában így ír a faluról: „Turczocz, tót falu, Zemplén vmegyében, Göröginye fil. 366 kath., 8 zsidó lak., 808 h. szántófölddel. F. u. Klobusiczky. Ut. p. Nagy-Mihály.”
Borovszky Samu monográfiasorozatának Zemplén vármegyét tárgyaló része szerint: „Turczócz, a hrubói völgyben fekvő tót kisközség, 35 házzal és 111 róm. kath. vallású lakossal, kiknek itt templomuk is van, amelynek építési ideje ismeretlen. Postája Göröginye, távírója és vasúti állomása Homonna. A homonnai uradalomhoz tartozott s azután a gróf Klobusitzkyak lettek az urai. Most idegen kézen van.”
1920 előtt Zemplén vármegye Homonnai járásához tartozott.

## Népessége
| Év:            | 1994. | 2004.   | 2014.    | 2024. |
| -------------- | ----- | ------- | -------- | ----- |
| Emberek száma: | 365   | 350     | 305      | 305   |
| Eltérés:       |       | -4,10 % | -12,85 % | +0 %  |

| Év:            | 2023. | 2024.   |
| -------------- | ----- | ------- |
| Emberek száma: | 303   | 305     |
| Eltérés:       |       | +0,66 % |

1910-ben 213, túlnyomórészt szlovák lakosa volt.
2001-ben 348 szlovák lakosa volt.
2011-ben 317 lakosából 315 szlovák.

## Nevezetességei
Szűz Mária Neve tiszteletére szentelt, római katolikus templomát gróf Klobusitzky Antal özvegye, Szapáry Mária építtette 1770-ben. Göröginye filiája.

## Külső hivatkozások
- E-obce.sk Archiválva 2008. február 7-i dátummal a Wayback Machine-ben
- Községinfó
- Turcóc Szlovákia térképén
- E-obec.sk
- Travelatlas.sk